# Bankhaus Mendelssohn & Co.

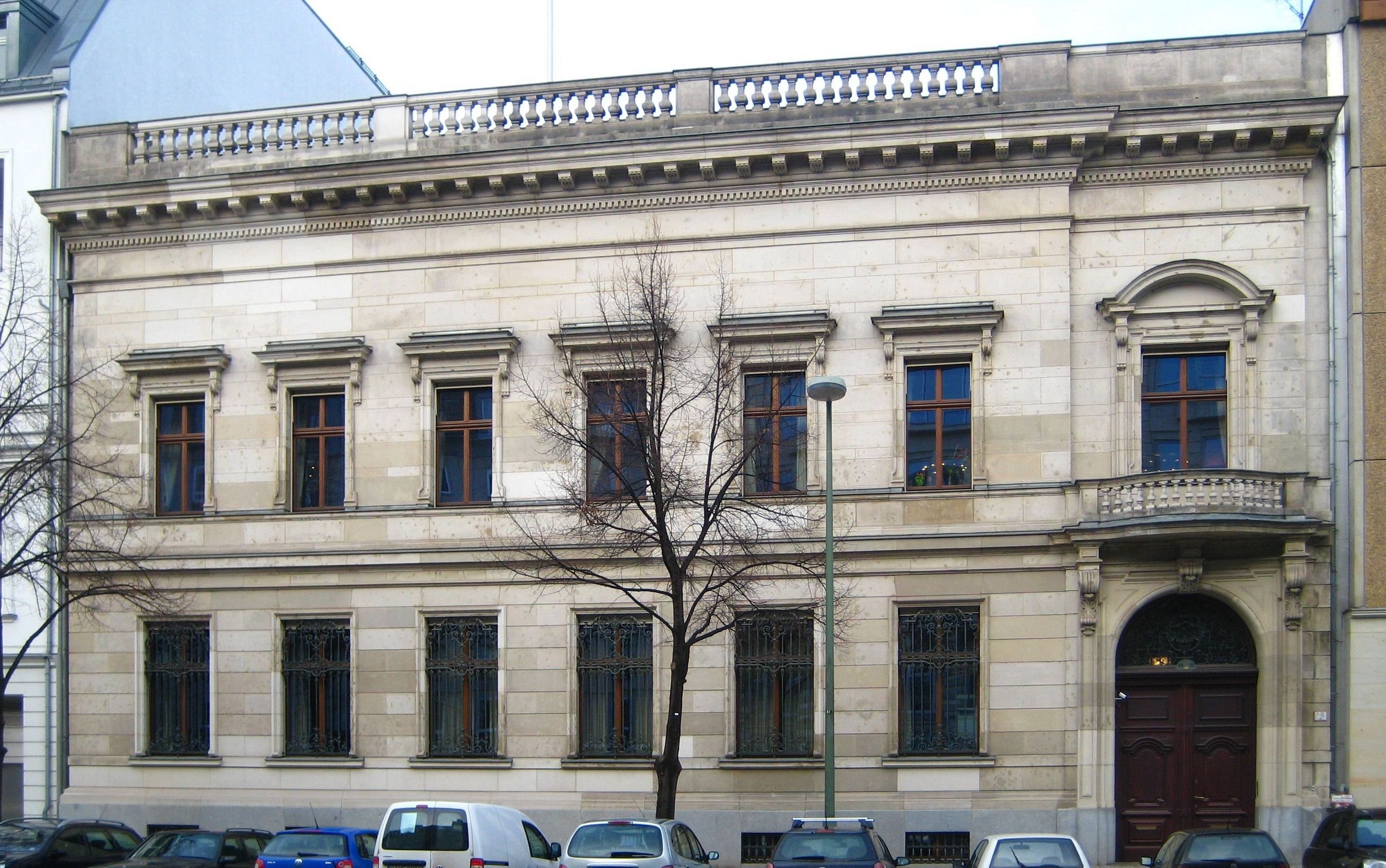
Berlin-Mitte, Jägerstraße 49–50, Bankhaus Mendelssohn & Co.

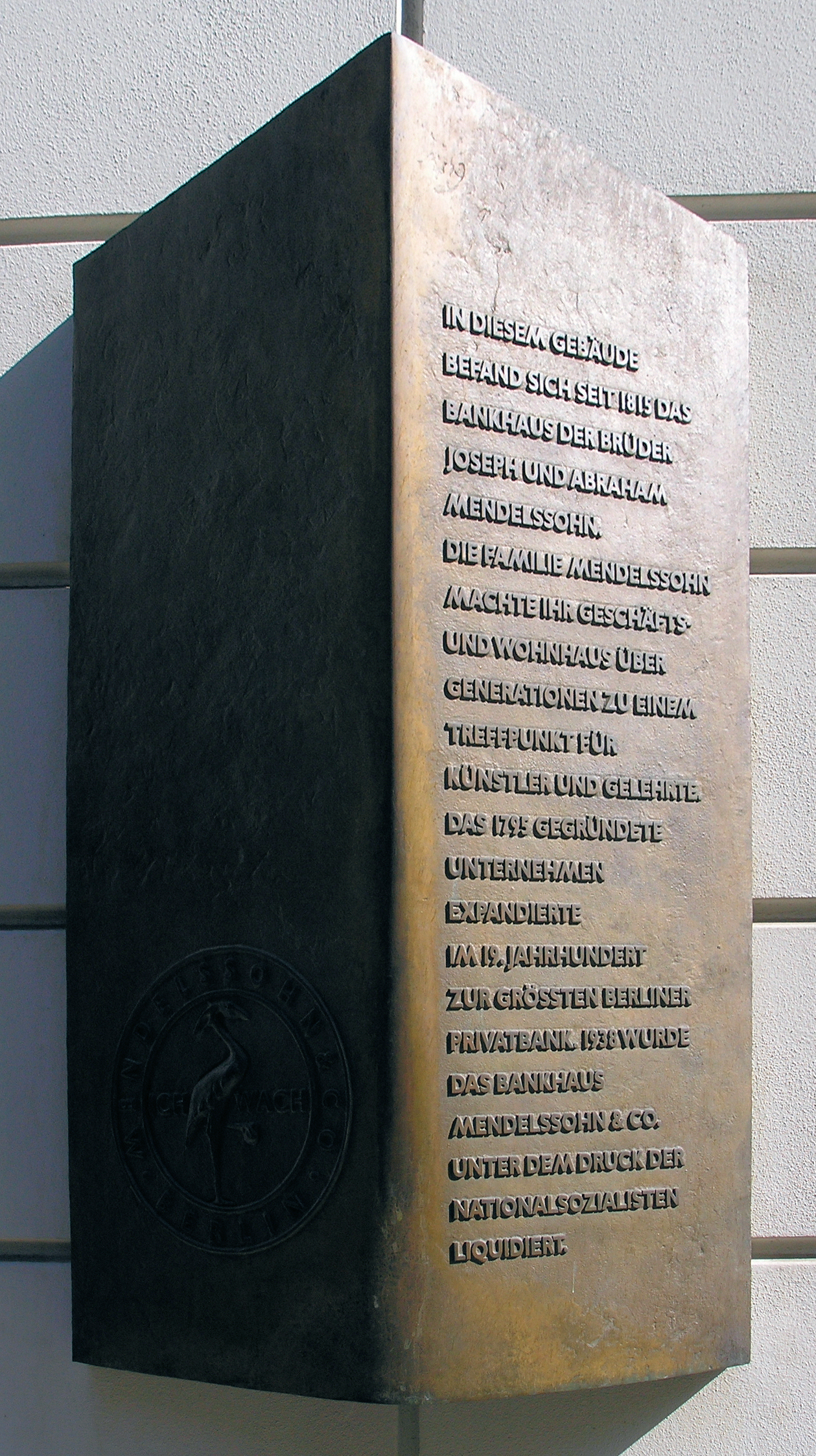
Gedenktafel am Haus Jägerstraße 51 in Berlin-Mitte

Mendelssohn & Co. war ein Privatbankhaus mit Sitz in Berlin, welches 1795 gegründet wurde, zur wichtigsten preußischen und deutschen Privatbank aufstieg und 1938 in die Liquidation gezwungen wurde, nachdem sein aktiver Geschäftsverkehr von der Deutschen Bank übernommen worden war.

## Geschichte
Das Bankhaus wurde 1795 von Joseph Mendelssohn in der Spandauer Straße mit zwei Angestellten gegründet. Später nahm er seinen Bruder Abraham Mendelssohn Bartholdy in sein Geschäft auf. 1815 bezog das Bankhaus seinen bekannten Hauptsitz in der Jägerstraße 51 (später zudem Jägerstraße 52 und Jägerstraße 49/50), in dessen Umfeld sich in den folgenden Jahrzehnten das Berliner Bankenviertel etablierte. Hier behielt die Firma Mendelssohn & Co. bis zur erzwungenen Liquidation 1938 ihren Sitz.
Ab den 1850er Jahren entwickelte das Institut besonders enge Beziehungen zum russischen Hof und Staat sowie zu führenden Finanzinstituten des russischen Kaiserreichs. Ab den 1870er Jahren dominierte das Berliner Bankhaus den mitteleuropäischen Finanzmarkt für russische Staats- und Eisenbahnanleihen. Unter anderem absolvierte Pjotr Bark, der letzte Finanzminister des Zaren, in seiner Jugend ein sechsmonatiges Praktikum im Bankhaus Mendelssohn & Co. Erst der Ausbruch des Ersten Weltkrieges 1914 und die Oktoberrevolution 1917 setzte diesen engen Kontakten ein Ende. Innerhalb Deutschlands stieg das Unternehmen zur bedeutendsten Privatbank auf.
Die wirtschaftlich schweren Zeiten der Weimarer Republik und der Weltwirtschaftskrise überstand das Kreditinstitut gut. Im Rahmen der „Arisierung“ wurden die „arischen“ Mitarbeiter sowie die Aktiva und Passiva der Mendelssohn-Bank ohne Gegenleistung von der Deutschen Bank übernommen. Die Verhandlungen darüber führten der Seniorchef von Mendelssohn & Co., Rudolf Löb, sowie Hermann Josef Abs, das jüngste Vorstandsmitglied der Deutschen Bank. Am 5. Dezember 1938 schieden Rudolf Löb, Paul Kempner, Fritz Mannheimer und Marie von Mendelssohn als „Juden“ aus dem Bankhaus Mendelssohn & Co. aus. Zum 31. Dezember 1938 ging es in Liquidation.

## Teilhaber
Zu den zeichnenden Teilhabern von Mendelssohn & Co. gehörten
- Joseph Mendelssohn,
- Moses Friedländer,
- Abraham Mendelssohn Bartholdy,
- Joseph Maximilian Fränckel,
- Alexander Mendelssohn,
- Paul Mendelssohn-Bartholdy,
- Adolph Mendelssohn,
- Franz (von) Mendelssohn sen.,
- Ernst (von) Mendelssohn-Bartholdy,
- Robert von Mendelssohn,
- Franz von Mendelssohn jun.,
- Paul von Mendelssohn-Bartholdy,
- Arthur Fischel,
- Rudolf Löb,
- Fritz Mannheimer,
- Paul Kempner,
- Hugo Rosenberger und
- Robert von Mendelssohn jun.